# 南乃そら
南乃 そら（みなみの そら、2001年7月14日 - ）は、日本のAV女優、元ライブアイドルである。ティーパワーズ所属。

## 経歴
2020年9月、「本物アイドルMOODYZ・専属デビュー!」をキャッチコピーにムーディーズから専属女優としてAVデビュー。
デビュー作となる『新人AVデビュー本物アイドル決意 南乃そら』が2020年8月1日のFANZA 通販フロア・デイリーランキング2位。2日付けのデイリーランキングでも2位を維持。月刊FANZA発表9月度アダルトビデオ売り上げランキング2位（2020年9月28日集計）を記録。同じくFANZAが発表した2020年の年間アダルトビデオ売り上げランキングで『新人AVデビュー本物アイドル決意 南乃そら』が3位を記録。
2021年12月、公式SNSで企画単体女優となったことを報告。

## 人物
FANZA動画「最大35%オフ!スーパーフレッシュキャンペーン2020」のアンケート記事によれば、初キスは14歳、デビューまでの経験人数は2人、憧れとする女優は葵つかさ、特技はフェラチオ、異性の体で好きな部位は「ちんちん」、挑戦したいことの一つを「青空の下でのエッチ」と回答している。
高校は私立堀越高校を卒業。日本とフィリピンのハーフ。

## 作品

### アダルトDVD
- 新人AVデビュー本物アイドル決意 南乃そら（9月1日、MOODYZ）
- 制服アイドル初イキ3本番〜敏感すぎてごめんなさい〜 南乃そら（10月1日、MOODYZ）
- 俺の推しアイドルが裏切ったので、好き放題レ✘プしてやった-性悪アンチのアイドル強姦動画の一部始終- 南乃そら（11月1日、MOODYZ）

- はじめての中出し解禁 元アイドルを一泊二日貸し切って時間の許す限り無限中出し 計10発射ヤリまくり温泉旅行スペシャル! 南乃そら（2月25日、本中）
- 「えっ! 今、中に出したでしょ?」 早漏をゴマかす暴発後の延長ピストンで抜かずの追撃中出し!! 南乃そら（3月1日、ワンズファクトリー）
- 僕を助けてくれる幼なじみがいじめっこに犯されているのを見て勃起した 南乃そら（4月1日、MOODYZ）
- 若いピチピチ娘が何度もヌイてくれる中出しOK回春アジアンメンズエステ 南乃そら（5月25日、痴女ヘブン）
- 花火のような恋をした夏。初恋の先生と何度も愛し合った不純な性交記録。 南乃そら（7月7日、アタッカーズ）
- 母親の再婚相手のオジサンに毎日レイプされています。 南乃そら（8月7日、アタッカーズ）
- 生意気な生徒（ギャル）2人をセックス漬けにして俺のいいなり性玩具にしてやった。 南乃そら 枢木あおい（9月7日、アタッカーズ）

- レベチなS級素人さんを初撮り ～可愛いが大渋滞編～（1月11日、S級素人）
- 女子のイキ顔を堪能するバーチャルクンニ（2月22日、SEX Agent/妄想族）
- 体操服姿でたっぷりご奉仕! お口・手・素股・尻コキがとにかく気持ちいいブルマぶっかけコレクション 美少女10人 豪華完全撮卸4時間（3月15日、無垢）
- 失禁するまでくすぐりしてみた2（3月22日、SEX Agent）
- 完全主観NTR 寝取られ見せつけが大好きな性癖が歪んだ彼女との悪夢勃起が止まらない日常 南乃そら（4月12日、バルタン）
- 大好きな仕事みつけました。従順元アイドルの天職はAV女優 南乃そら（6月7日、S-Cute）※動画配信作品のDVD版
- 素人女子大生が高額バイト代につられてヌードデッサンモデルに! マ○コのビラビラまで丁寧に描かれる視姦の羞恥にマ○コはグッショリ! 生で挿入されてイキまくり! 3（7月21日、アイエナジー）
- 素人女子校生限定! 狭いお風呂で密着混浴体験してもらえませんか!? 火照る身体! おっぱいポロリ! ウブな女子は恥ずかし過ぎて赤面涙目! あちこち舐めてキレイにしたらそのまま生中出しSEXしちゃいました!（8月25日、アイエナジー）
- アナルのシワの数までハッキリわかる! ノーモザイク連続絶頂アナル見せオナニー 12（9月22日、アイエナジー）
- ヒロイン発情 美少女戦士セーラーベル 南乃そら（9月23日、GIGA）
- 小悪魔なプリケツランナー達にトリプル尻プレスで連続射精させられる覗き魔のボク	南乃そら 成沢きさき 桃菜あこ（12月22日、SODクリエイト）
- 美○女ヒロイン蜜猟倶楽部 魔法美○女仮面フォンテーヌ（12月23日、GIGA）

- HEROINE アクションピンチ タイガーヴィーナス（1月27日、ZENピクチャーズ）
- 電影戦隊チャージマン チャージマーメイド 葵七海を鬼畜強襲! 南乃そら（2月10日、GIGA）
- パンティフェチ愛好会 そら（4月27日、フェチ眼）
- 暴走ちゃんを応援します! Episode2 feat.FALENOTUBE（6月22日、FALENO TUBE）

- 【4K】最高にそそられる制服中出しOKビッチ そら 南乃そら（3月23日、クリスタル映像）
- 【4K】過剰性欲中出しOK SNSでみつけたP活制服女子 まい＆そら（4月9日、クリスタル映像）
- 【4K】ハメ撮りサセコちゃん。 そら 南乃そら（4月13日、クリスタル映像）
- パンティフェチ愛好会 そら（4月27日、フェチ眼）
- 暴走ちゃんを応援します! Episode2 feat.FALENOTUBE（6月22日、FALENO TUBE）

### アダルト配信
- ソラ（12月10日、せんべろ素人）

- ソラさん（1月7日、俺の素人）
- 【初撮り】【ふんわり美乳】【激グラインド騎乗位】見た目は清純系だけど中身は小悪魔的な美人LIVE配信者が登場。可愛い顔を蕩けさせ巨根を膣奥まで迎え入れると、美尻を痙攣させながら感じていき.. ネットでAV応募→AV体験撮影 1741 そら 20歳 LIVE配信者（1月29日、シロウトTV）
- 【19歳の現役アイドル】【恋愛禁止の清純派】【ダンスで鍛えたぷりぷりボディ】【自覚なしの超敏感娘】【精一杯のご奉仕で偽PDに猛アピール】【潮吹きイキまくり】【中出し枕営業SEX】～激ウブちゃんを連れてきた。#07～ そら 19歳 地下アイドル（2月5日、街角シロウトナンパ）
- そら（2月6日、素人ムクムク）※そら名義
- そら (skho036)（2月13日、シロウト速報）
- ゆい & みなみ（2月18日、イカセ素人）
- 百戦錬磨のナンパ師のヤリ部屋で、連れ込みSEX隠し撮り 240 飲んだ帰りに家に連れ込んだ陽キャ娘! お酒飲むとムラムラしちゃう難儀な性格…故に簡単にSEXへ発展! トロけた声で喘ぐ様子を隠しカメラで盗撮!（3月22日、ナンパTV）※「そら 20歳」名義
- あやちゃん (仮名)（4月17日、路地裏ぱんぱん）
- ラグジュTV 1550 東郷由加里 22歳 秘書 『男優さんからテクニックを学びたくて…』 探求心が強すぎる秘書がAV初出演! セックスのプロの濃厚愛撫に恍惚の表情を浮かべ、スレンダー美麗ボディを震わせながら絶頂を繰り返す!（4月20日、ラグジュTV）
- そら（5月20日、S-Cute）
- そら 2（5月28日、S-Cute）
- 彼氏にフラれて飲み歩くポニテの似合う陽キャ女子を自宅に連れ込み! ノリのいいサバサバ系だけどおっぱいは超ふんわり! ●った勢いでお尻ぱっくりエロコスチュームに着替えてそのままなだれ込み… #027 そら / ほろ●い陽キャ女子（6月17日、ドキュメントdeハメハメ）
- 凛々しいCAさん 本能を曝け出し止まらないアクメと腰振りで4発!（8月15日、E★ナンパDX）
- そらちゃん (oreh001)（10月19日、俺の素人-Z-）

### アダルトVR
- 南乃そらの制服!パンチラ!!全力誘惑!!! 「キミに初めていっぱいあげちゃう!」幼なじみとの胸キュンイチャラブVR!!（12月9日、MOODYZ）

- 【お触り禁止!本番禁止!】健全J○リフレで本物女子○生に裏オプ交渉!【小悪魔ルーズソックスJ○を媚薬で強制発情】ムラムラ全開激イカセ【口内射精&中出し連発】しちゃった超キメパコVR! 南乃そら（11月15日、こあらVR）
- 【ヤリマン数珠つなぎ】「あなたより極エロなヤリマン紹介してくれませんか?」セフレの友達はエロいのか!【美巨乳スケベ剛毛女子大生】にチャイナ服のコスプレさせて【顔射・口内射精・中出し2発】 そら（12月18日、こあらVR）

- 超全身舐めアイドル究極ハーレムVR 大好きな推しのアイドルたちに囲まれチ○ポはもちろん足の先から身体中、顔面まで全身同時舐め回し! さらに全員ナマ挿入アイドル孕ませ中出しSEX!! 永瀬ゆい 南乃そら 安藤もあ 朝日りん 夜空あみ 綾瀬ひまり（3月2日、SODクリエイト）
- 〈バイノーラルで聴覚刺激! 多人数罵倒足コキ! 豪華15人160分収録!〉‘女子○生寮の管理人（下僕人）の僕は、寮生の足コキおもちゃにされてます…’【寮や学校など至る所で罵倒され、足でチンコをイジメられてるけど快感すぎて責められ好きの僕にとってはご褒美で…（3月2日、SODクリエイト）
- ディルド足コキVR（4月22日、CASANOVA）
- 【囁き淫語&舐め特化VR】16人完全撮りおろし（5月19日、こあらVR)
- ディルドフェラ（5月20日、CASANOVA）
- 外では品行方正優秀な高嶺の花、家ではすぐでも抱き着こうとする重症ファザコンの姉妹!? 娘たちの激甘好き好き攻撃を我慢する激大変な子育て生活 南乃そら 橘ひなの（6月20日、SODクリエイト）
- ハメられ撮りVR 2 ミニスカビッチJ○に辱められながらイカされまくるM男歓喜逆3P 南乃そら るるちゃ。（7月11日、SODクリエイト）
- 引退するメイド長から初心な新人メイドへ 日課の夜伽を引き継ぎ 磨き抜かれた乳首責めを伝授する3P性講習 広瀬結香 南乃そら（9月29日、SODクリエイト）

### イメージビデオ
- Sora スポットライトが呼んでる/南乃そら（2021年4月15日、REbecca）

### デジタル写真集
- SOUTH SKY 南乃そら（2022年5月13日、プレステージ出版、撮影：松田忠雄）
- 私が空を飛べたなら。南乃そら（2022年5月13日、プレステージ出版、撮影：松田忠雄）

## 出演

### オリジナルビデオ
- HEROINEアクションピンチ タイガーヴィーナス（2023年1月27日、ZENピクチャーズ）タイガーヴィーナス役